# Luigi Stipa
Luigi Stipa (Appignano del Tronto, 30 novembre 1900 – Ascoli Piceno, 9 gennaio 1992) è stato un ufficiale e partigiano italiano.
Laureato in ingegneria civile idraulica e in ingegneria aeronautica, è stato l'inventore di un motore precursore di quello a reazione. È considerato anche l'inventore dell'ala a turbina, utilizzata nello Stipa-Caproni, che può essere considerato il primo passo verso il concetto di aviogetto. La tecnologia da lui sviluppata fu alla base di quella del pulsoreattore, sviluppata tuttavia separatamente dagli ingegneri tedeschi come motore per le bombe volanti V1. Inoltre è prozio del celebre ingegnere Sebastiano Stipa.

## Biografia
Nato ad Appignano del Tronto il 30 novembre 1900 da una famiglia di onesti lavoratori, dopo gli studi elementari e quelli ginnasiali nel Seminario diocesano, conseguì la licenza liceale a Macerata. A quell'epoca l'Italia era impegnata nella prima guerra mondiale, e nel 1918 si arruolò nel corpo dei bersaglieri, in forza all'11º Reggimento di Ancona.
Al termine del conflitto riprese gli studi, ed ancora minorenne, fu eletto Sindaco di Appignano del Tronto, ma con l'avvento al potere del fascismo nel 1922 fu costretto a dimettersi. Nel corso del 1924 si laureò in ingegneria civile e idraulica presso l'Università di Padova. Nel corso del 1926 si iscrisse al corso di Ingegneria Aeronautica all'Università di Roma, conseguendo poi la relativa laurea. Fu in questo periodo che iniziò i suoi studi sulla propulsione a reazione, fondendo felicemente le analogie tra le leggi dell'idraulica e quelle dell'aerodinamica, per realizzare il suo sogno di costruire un aeroplano che per quei tempi poteva definirsi rivoluzionario.
In quello stesso anno lasciò il mondo dell'edilizia, e nonostante le due lauree, per essere assunto presso il centro Costruzioni e Approvvigionamenti della Regia Aeronautica accettò di entrare come operaio giornaliero capotecnico. Nel 1928 divenne sottotenente di complemento, e nel frattempo fu nominato assistente del professor Ugo Ancona presso la Cattedra di Teoria e Costruzione di Motori d'Aviazione dell'Università di Roma, dove intraprese la carriera universitaria, infatti oltre ad essere tra i tecnici italiani più geniali del nostro secolo e un autentico precursore della moderna ingegneria aeronautica fu anche  un illuminato docente universitario: dal 1928 al 1934 fu dapprima assistente alla cattedra di Teoria e Costruzione Motori d’Aviazione presso la Scuola di Ingegneria Aeronautica di Roma con il professor Ugo Ancona, che sostituì nel 1935 quando questi si ammalò. Dopo il pensionamento del professor Ancona, il Consiglio di Facoltà nominò Stipa professore incaricato per l’anno accademico 1936-1937. Nel frattempo Ancona morì e ricoprendo egli anche la carica di rettore della facoltà di Ingegneria Aeronautica venne nominato in sua vece il Generale Gaetano Arturo. Ma per Stipa l’esperienza accademica sarà destinata a chiudersi in un vicolo cieco.
Infatti, dopo la scomparsa del professor Ancona la Scuola di Ingegneria Aeronautica bandì un concorso per coprire il posto di professore titolare per la cattedra di Teoria e Costruzione Motori d’Aviazione. Al concorso parteciparono l’ingegner Stipa, già professore incaricato di questa cattedra, e il giovane ingegnere Luigi Crocco, figlio del rettore della facoltà. A giudizio della commissione nessuno dei due candidati fu ritenuto idoneo ma il presidente della commissione stessa nominò suo assistente Luigi Crocco, togliendo così il posto a Stipa ed estromettendolo di fatto dall’insegnamento dopo dieci anni di attività. Nel 1938-1939 il concorso fu ripetuto e Stipa superò la prova entrando nella terna degli idonei per l’assegnazione della cattedra ma questa fu assegnata definitivamente a Luigi Crocco. Con tre voti a favore e due contrari, Stipa finì al terzo posto dietro a Crocco e dietro all’ingegner Castagna, già assistente del professor Panetti all’Università di Torino.
L’ingegnere marchigiano ricorderà con queste parole gli avvenimenti relativi all’interruzione della sua docenza universitaria: “Durante il mio assistenziato avevo messo in funzione la sala prove motori di aviazione attrezzandola di un banco prove con freno idraulico di tipo Renzi, in cui era installato un motore di aviazione Fiat A.20 raffreddato ad acqua, avuto in regalo per intervento del Senatore Ancona, dalla società Fiat Aviazione. La sala prove motori era fornita di tutto ed era perfettamente funzionante. Inoltre, essendo il campo motorista la mia passione, avevo già scritto e studiato un tipo di motore per alta quota, avevo pubblicato un libro sulle vibrazioni dei motori di aviazione, nonché avevo redatto un corso di dispense ad uso degli allievi, mi sentivo quindi a mio agio nel disimpegno dell’incarico. Avevo ricevuto dal Sen. Ugo Ancona ogni appoggio professionale, politico ed umano, ma la sua morte precoce nonché gli eventi che si erano succeduti, anche in seno dell’Aeronautica Militare, furono deleteri per me anche nel campo dell’insegnamento.”
```
.Nel 1930 ottenne il primo brevetto per uno studio su un'elica posizionata all'ingresso di una fusoliera tubolare,
[
7
]
 che fu utilizzato sul velivolo 
Stipa-Caproni
[
8
]
 che volò per la prima volta a Milano-Taliedo il 7 ottobre 1932.
[
9
]
```

La sua delusione per l'abbandono dello sviluppo dello Stipa-Caproni da parte della Regia Aeronautica fu cocente, ma l'aereo riscosse un grande interesse all'estero, e in particolare in Francia e Germania. Nel 1935 una ditta francese acquistò il brevetto e lo invitò a trasferirsi in Francia per seguire la costruzione di un bimotore sperimentale su richiesta del Service de recherches del Ministero dell'Aria francese. Condusse nuovamente con successo le esperienze di laboratorio presso gli stabilimenti sperimentali francesi di Issy-les-Moulineaux, con risultati talmente promettenti da far sì che il Ministero gli richiedesse la progettazione di un aereo bimotore a turbogetto, designato ANF Les Mureaux Stipa 203. Il prototipo venne messo in costruzione presso gli stabilimenti della ditta Ateliers Nord France, ma il precipitare della situazione politica, e in seguito bellica, portò alla cancellazione del programma.
Poco prima di accettare l'incarico in Francia fu verbalmente avvertito dal generale Giuseppe Valle di rinunciarvi, perché in caso contrario vi sarebbero state gravi conseguenze, inoltre Valle gli prospettò l'impegno del governo italiano a sviluppare il velivolo in Patria. Accordatosi in maniera diversa con il governo francese, rinunciando a parte del compenso, chiese insistentemente che l'accordo verbale con Valle fosse rispettato, ma ciò non avvenne. Allora intentò una causa legale contro il Capo del governo, Mussolini, ma accusato di comportamento antipatriottico fu subito allontanato dal servizio attivo e gli fu revocato l'incarico di professore universitario presso la Scuola di Ingegneria Aeronautica. In gravi difficoltà economiche, riuscì a sopravvivere grazie a consulenze con ditte private, continuando nel contempo a sviluppare il suo progetto. Nel 1937 la Regia Aeronautica gli propose di sviluppare un velivolo quadrimotore a patto del ritiro della sua azione legale. Accettato l'accordo, iniziò la progettazione del velivolo da bombardamento Stipa 404 o SAI Ambrosini 404; il velivolo fu poi giudicato troppo innovativo e venne abbandonato anche per la presunta scarsa manovrabilità. Nel contempo lo Stipa continuava a seguire la realizzazione in Francia dello Stipa 203. A causa del processo di nazionalizzazione dell'industria aeronautica francese lo Stipa 203 fu abbandonato, ed egli intentò una causa legale contro il governo francese per il rispetto dell'accordo. Nel 1940 svanì l'ultima occasione per ritornare alla carriera universitaria, e si ritirò ad Ascoli Piceno dove aprì uno studio tecnico.
Nel 1942 fu richiamato in servizio nella Regia Aeronautica per esigenze belliche con il grado di capitano, insegnando materie tecniche presso la Scuola sottufficiali di Orvieto. A quel tempo riprese anche l'aggiornamento dei suoi progetti di velivoli plurimotori. 
Alla firma dell'armistizio dell'8 settembre 1943, con il grado di Tenente colonnello, entrò nella resistenza guidando un'organizzazione segreta che provvedeva al recupero e al salvataggio degli ex prigionieri alleati alla macchia. Per questa attività fu decorato successivamente con la Medaglia d'argento al valore della Resistenza. Nel 1952 rientrò in servizio nella nuova Aeronautica Militare dedicandosi alla preparazione di pubblicazioni tecniche. Nel 1953 ricoprì l'incarico di presidente della Commissione di collaudo per armi di bordo, ma a causa della sua denuncia di una presunta malversazione fu posto in congedo.
Nel 1976 gli fu concessa la Medaglia d'argento al valor militare per l'attività partigiana durante la seconda guerra mondiale. Dopo una lunga causa legale, il suo avvocato, senatore Arrigo Boldrini visti gli inutili tentativi, prese la decisione di presentare una legge ad hoc per rendere giustizia al suo assistito, che fu approvata nel 1985. Come primo provvedimento fu nominato Generale Ispettore del Genio Aeronautico Ruolo Ingegneri (G.A.R.I.) a titolo onorifico. Nel 1991 gli fu concessa la Medaglia d'oro al valore aeronautico. Si spense ad Ascoli Piceno il 9 gennaio 1992. Una via di Roma porta il suo nome.

### Periodici
- Giuseppe Ciampaglia, Il primo Jet l'Avion Tonneau di Luigi Stipa, in Rivista Italiana Difesa, n. 2, Chiavari, Giornalistica Riviera Soc. Coop. a.r.l., febbraio 1997.
- (EN) Robert Guttman, Caproni Flying Barrel: Luigi Stipa Claimed His 'Intubed Propeller' Was the Ancestor of the Jet Engine, in Aviation History, n. 3, Leesburg, Weider History Group, march 2010, ISSN 1076-8858.
- Luigi Stipa pioniere dell'Aeronautica, in Il Nastro Azzurro, n. 6, Roma, Istituto Nazionale del Nastro Azzurro, novembre-dicembre 2010.